# Bonassama
Bonassama est un quartier de la commune d'arrondissement de Douala IV, subdivision de la Communauté urbaine de Douala. Il constitue le chef-lieu du 4e Arrondissement de la ville de Douala, Capitale économique du Cameroun.

## Historique
Bonassama qui se dissocie de Bonabéri de par leurs histoires, est constitué de six grandes familles.

## Géographie
Relié au reste de la ville de Douala par deux ponts sur le fleuve Wouri, Bonassama s'étend des rives du fleuve Wouri au nord-est à la route nationale 3 au sud.

## Institutions
- Sous préfecture de Douala 4e[1].
- Commissariat central numéro 3.
- Brigade de gendarmerie.
- Peloton routier.
- Mairie de Douala 4e[2].
- Tribunal de  première instance.

## Éducation
- Lycée bilingue[3].
- École publique.
- École maternelle[4].

## Lieux de culte
- Église évangélique du Cameroun Bonassama.

## Lieux populaires
- Les palétuviers Matanda[5] .
- Place DIN SAME.
- Port de pêche.

## Santé
- Hôpital de district[6],[7].